# David Jacoby
Pour les articles homonymes, voir Jacoby.
David Jacoby, né le 24 février 1928 à Anvers et mort le 4 octobre 2018 est un historien israélien, médiéviste et spécialiste de l'histoire économique et sociale de l'Orient latin et byzantin. 

## Biographie

### Historien israélien
David Jacoby est né le 24 février 1928 à Anvers, en Belgique, dans une famille juive d'origine polonaise et russe. Il parle dès l'enfance français, anglais et yiddish, langues employées par ses parents. Il lit également le flamand. Il a une jeune sœur, Noémie. Son père travaille dans l'industrie du diamant. 
En 1942, sa famille échappe de peu à une rafle nazie et elle réussit à se réfugier en Suisse. Après être retourné à Anvers à la fin de la guerre, il émigre en Palestine mandataire en 1947 et combat dans l'armée israélienne lors de la première guerre israélo-arabe l'année suivante.
À partir de 1949, il fait des études d’histoire à l’Université hébraïque de Jérusalem où il a notamment pour professeur Joshua Prawer, puis à la Sorbonne sous la direction de Paul Lemerle.
En 1958, il soutient sa thèse intitulée « La démographie de la paysannerie dans l’Empire byzantin tardif ». Il enseigne à partir de cette date à l’Université hébraïque de Jérusalem, jusqu'à sa retraite en 1996.  
Il est marié à Zehava (Sofia) Jacobi, comme lui survivante de la Shoah et professeur d'histoire de l'art à l'université de Haïfa. Ils ont deux filles.  

### Spécialiste de l'Orient latin et byzantin
Ses publications, plus consacrées aux aspects économiques sociaux qu'à l'histoire politique, traitent des pèlerinages et croisades en Terre sainte, des territoires vénitiens en Orient, de l'histoire de la ville d'Acre, de Chypre, de l'Égypte, des Juifs, de l'empire byzantin et de la soie. Au total, il publie plus de deux cent articles, en grande partie réédités dans des livres de la collection Variorum Reprints.  
En 1971, dans son ouvrage La Féodalité en Grèce médiévale, les « Assises » de Romanie, sources, application et diffusion, il étudie la féodalité dans la principauté de Morée franque et l'influence de Venise. Dans un compte-rendu rédigé pour les Annales ESC, Robert Boutruche qualifie ce livre de « fort utile ». En 1973, l’Académie des Inscriptions et Belles-Lettres lui décerne le prix Gustave Schlumberger pour cet ouvrage. David Jacoby fait partie des spécialistes les plus prestigieux de l'histoire des croisades, avec Joshua Prawer et Benjamin Z. Kedar, qui sont comme lui israéliens. 
Les travaux de David Jacoby renouvellent les études byzantines en modifiant la compréhension de l'empire byzantin, replaçant celui-ci dans un cadre socio-économique plus vaste, la Méditerranée orientale, où l'empire byzantin apparaît comme la superpuissance. David Jacoby consacre une dizaine d'articles à Chypre au Moyen Âge, centrés sur les relations économiques de l'île avec ses voisins de Méditerranée orientale et l'installation et le commerce des Grecs, Vénitiens, Génois et Pisans.  
Il meurt le 4 octobre 2018. En 2019, ses collègues et élèves lui dédient un recueil de mélanges : Crusading and Trading Between West and East: Studies in Honour of David Jacoby, ed. Sophia Menache, Benjamin Z. Kedar and Michel Balard, Londres, Routledge,. La revue Mediterranean Historical Review lui dédie son numéro de janvier 2021.

## Principaux ouvrages
- La Féodalité en Grèce médiévale : Les « Assises de Romanie » : sources, application et diffusion, Paris - La Haye, Mouton - École pratique des Hautes études VIe section, coll. « Documents et recherches sur l'économie des pays byzantins islamiques et slaves et leurs relations commerciales au Moyen Âge » (no 10), 1971, 358 p. (présentation en ligne, lire en ligne).

### Recueils d'articles
- Société et démographie à Byzance et en Romanie latine, Londres, coll. « Variorum Reprints », 1975, 372 p. (ISBN 9780902089747).
- Recherches sur la Méditerranée orientale du XIIe au XVe siècle : Peuples, sociétés, économies, Londres, coll. « Variorum Reprints », 1979, 384 p. (ISBN 9780860780502, lire en ligne).
- Studies on the Crusader States and on Venetian Expansion, Northampton, 1989, 340 p.
- Trade, Commodities and Shipping in the Medieval Mediterranean, Aldershot, Ashgate, coll. « Variorum Reprints », 1997, 340 p. (ISBN 9780860786207)[13].
- Byzantium, Latin Romania and the Mediterranean, Aldershot, Ashgate, coll. « Variorum Reprints », 2001, 338 p. (ISBN 9780860788447).
- Commercial Exchange across the Mediterranean: Byzantium, the Crusader Levant, Egypt and Italy, Aldershot, 2005, 352 p..
- Latins, Greeks and Muslims : Encounters in the Eastern Mediterranean, Tenth-Fifteenth Centuries, Farnham, 2009.
- Travellers, Merchants and Settlers in the Eastern Mediterranean, 11th–14th Centuries, Farnham–Burlington, Ashgate, coll. « Variorum Collected Studies Series », 2014 (ISBN 978-1-4724-2579-9)[14].
- Medieval Trade in the Eastern Mediterranean and Beyond, Routledge, 2017, 364 p. (ISBN 9780367888688).